# 特拉夫涅韋 (別列佐夫卡區)
47°15′31″N 30°59′23″E / 47.25861°N 30.98972°E
特拉夫內韋（烏克蘭語：Травневе）是位於烏克蘭西南部的村莊，由敖德萨州贝雷济夫卡区的新卡利切韋市鎮負責管轄。該村始建於1885年，面積0.62平方公里，海拔高度79米，2001年人口278，人口密度每平方公里447.67人。